# Colonnella (unità militare)
Colonnella, era così chiamata, presso gli antichi eserciti francesi e piemontesi, la prima compagnia di ciascun reggimento di fanteria.

## Storia
Di tale compagnia era proprietario, secondo il sistema della venalità delle cariche, il colonnello che comandava anche nominalmente. In realtà era comandata da un luogotenente che era chiamato il luogotenente del colonnello, e, per brevità di denominazione, luogotenente colonnello. 
Tali reparti godevano di particolari privilegi nell'interno del reggimento. Fra l'altro, in Francia - nell'epoca in cui ogni compagnia aveva la propria bandiera - essi godevano nell'avere la bandiera di color bianco: essa si trovò a divenire la bandiera del re, allorché Luigi XIV, soppressa la carica di colonnello generale della fanteria, ne assunse egli stesso le funzioni ed i colori.
Le compagnie colonnelle cessarono di esistere con il passaggio dall'arruolamento volontario alla coscrizione. 